# Elea (Grecia)
Elea (greco: Ἦλις Ḕlis) o Elide  era la metropoli principale dell'omonima regione dell'Elide.

## Storia
I primi Giochi olimpici furono organizzati nella regione dagli abitanti di Elea nell'Altis di Olimpia nell'VIII secolo a.C. La tradizione fissa la data al 776 a.C. Gli Ellanodici, o Hellanodikai, cui erano affidate organizzazione e arbitrato dei giochi, erano per lo più originari dell'Elide.
Secondo Strabone, il primo insediamento fu fondato dall'etolo Ossilo che invase la regione e soggiogò gli autoctoni. La città fu costruita secondo Strabone nel 471 a.C.
La plurisecolare gestione dei Giochi Olimpici, solo occasionalmente perduta a favore dei rivali pisatidi, peraltro anch'essi elei, influenzò la costruzione dell'Agorà tranne il bouleterion (ma il parlamento si teneva anche in un Ginnasio) tutti gli altri edifici sono funzionali ai Giochi; due Ginnasii, una palestra, la Casa degli Ellanodici, la loro stoà. Si veda la descrizione di Pausania.

## Gli scavi
Oggi Elea è un villaggio di 150 abitanti, 14 km a nord-est di Amaliada, costruito su (e con) le rovine antiche. Il suo piccolo museo contiene autentici tesori, scoperti in varie campagne di scavi. Possiede anche uno dei meglio conservati esemplari di teatro greco, databile al IV secolo a.C., la cui cavea era capace di 8000 spettatori. Al di sotto del teatro sono stai scoperti sepolcreti protoelladici e micenei. Elea era anche, come registra Pausania, la sola città ad ospitare al suo interno un tempio dedicato ad Ade e i suoi abitanti gli unici Greci a tributargli un culto. La costruzione risaliva a dopo la guerra mossa da Eracle contro Neleo in Pilo. Una volta all'anno le sue porte venivano aperte ma solo i sacerdoti vi entravano.